# Arno Wyzniewski
Arno Wyzniewski (* 9. Oktober 1938 in Berlin; † 14. September 1997 ebenda) war ein deutscher Film- und Theaterschauspieler sowie Synchronsprecher.

## Leben

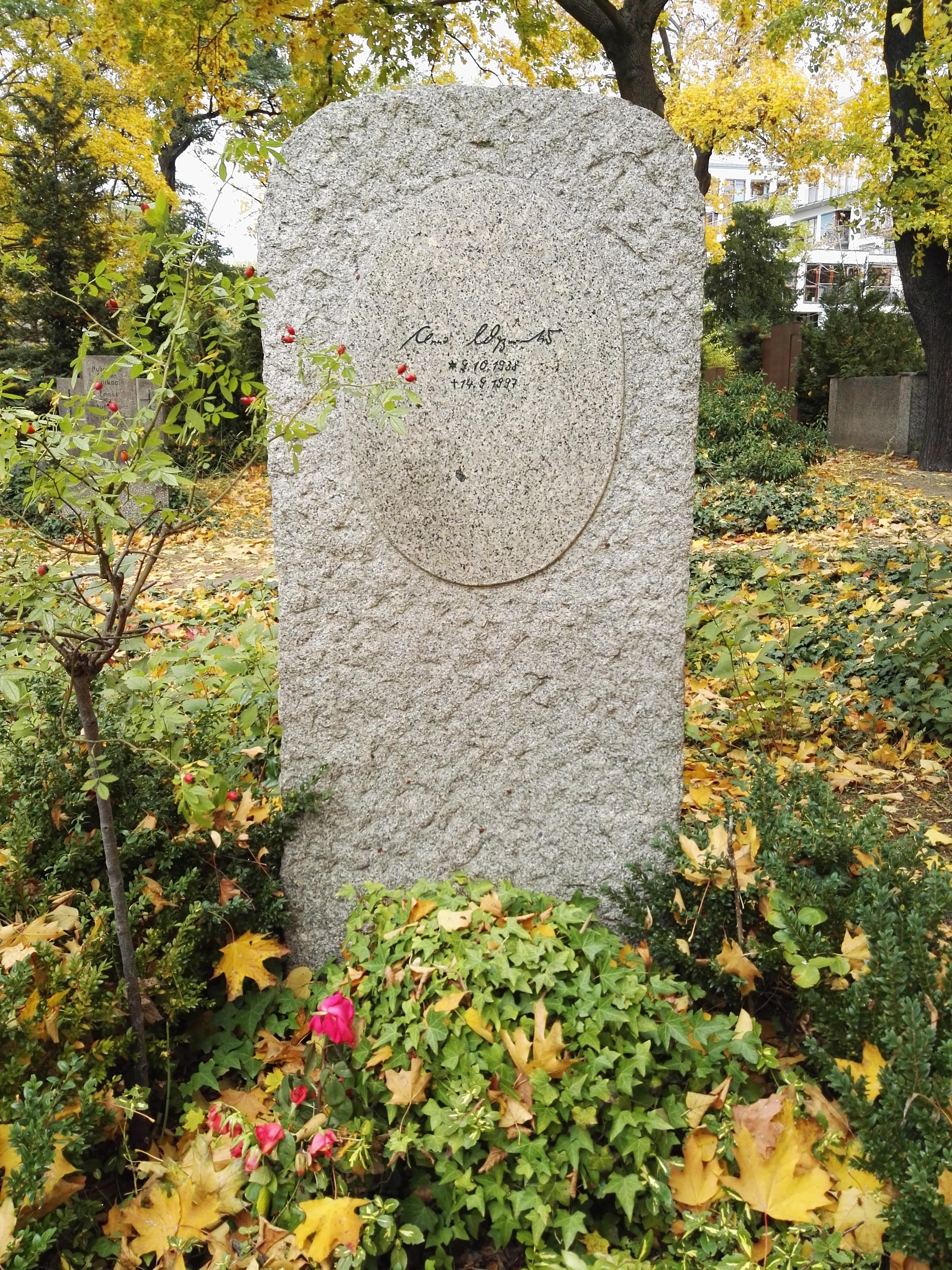
Grab von Arno Wyzniewski

Wyzniewski wollte ursprünglich Schiffbauingenieur werden, wurde aber von der Universität Rostock nicht angenommen. Er begann seine Karriere in der Oberschule. Dort arbeitete er als Sprecher beim Kinder- und Pionierfunk. 1956 bewarb er sich an der Staatlichen Schauspielschule, die spätere Hochschule für Schauspielkunst „Ernst Busch“, in Berlin-Schöneweide, die er bis 1959 besuchte. Er arbeitete anschließend unter anderem am Hans Otto Theater, Maxim Gorki Theater und ab 1977 am Berliner Ensemble.
Als Filmschauspieler wirkte Wyzniewski ab 1959 in diversen Film- und Fernsehproduktionen der DEFA mit. Der „hohlwangige, schmale, zäh und eigensinnig wirkende Mann, mit den tiefliegenden, grüblerischen Augen“, entwickelte sich zu einem der profilitiersten Charakterdarsteller der DDR. Er brachte sich durch die Verkörperung der Figur des am Krieg zweifelnden Sepp Gomulka in Die Abenteuer des Werner Holt (1965) in Erinnerung. Herausragende schauspielerische Leistungen zeigte Wyzniewski außerdem in der Darstellung des Kardinal Thomas Cajetan im Film Martin Luther (1983), des Friedrich des Großen in der Reihe Sachsens Glanz und Preußens Gloria (1985) sowie des Propagandaministers Joseph Goebbels im Film Ernst Thälmann (1986). Einem jüngeren Publikum ist er bis in die Gegenwart durch seine Auftritte in den populären DEFA-Märchenfilmen bekannt, darunter: Schneewittchen (1961), König Drosselbart (1965), Der Hase und der Igel (1982) sowie Rapunzel oder der Zauber der Tränen (1988).
Als Synchronsprecher lieh er unter anderem Jeremy Brett in der Fernsehserie Sherlock Holmes von 1984 seine markante Stimme.
Nach der Wende setzte Wyzniewski seine Karriere fort und spielte in verschiedenen Film- und Theaterproduktionen mit, wie etwa im letzten DEFA-Film Novalis – Die blaue Blume (1995), Olli in der Unterwelt (1993) oder auch im Tatort: Der Phoenix-Deal. Seine letzte Darbietung hatte er kurz vor seinem Tod in dem TV-Film "Der Coup".
Wyzniewski war in erster Ehe mit seiner Schauspielkollegin Jutta Wachowiak verheiratet. Er litt unter der Alkoholkrankheit und starb am 14. September 1997, am selben Tag wie sein Kollege Dietmar Richter-Reinick, plötzlich im Alter von 58 Jahren an Herz-Kreislauf-Versagen. Er ruht auf dem Dorotheenstädtischen Friedhof (Abt. CE) in Berlin.

## Filmografie (Auswahl)
- 1959: Verwirrung der Liebe
- 1960: Seilergasse 8
- 1960: Fünf Patronenhülsen
- 1961: Schneewittchen
- 1962: Das zweite Gleis
- 1962: Ach, du fröhliche …
- 1963: An französischen Kaminen
- 1963: Die Glatzkopfbande
- 1963: Die Spur führt in den 7. Himmel (TV-Film in fünf Teilen)
- 1964: Viel Lärm um nichts
- 1965: Die Abenteuer des Werner Holt
- 1965: Chronik eines Mordes
- 1965: … nichts als Sünde
- 1965: Denk bloß nicht, ich heule
- 1965: König Drosselbart
- 1966: Flucht ins Schweigen
- 1966: Die Reise nach Sundevit
- 1967: Kleiner Mann – was nun?
- 1968: Piloten im Pyjama (TV-Serie)
- 1969: Das siebente Jahr
- 1969: Krupp und Krause
- 1971: Goya
- 1971: Der kleine und der große Klaus
- 1972: Reife Kirschen
- 1973: Die Hosen des Ritters von Bredow
- 1973: Den Wolken ein Stück näher (TV)
- 1973: Aus dem Leben eines Taugenichts
- 1973: Zement (Fernsehfilm, 2 Teile)
- 1974: Johannes Kepler
- 1975: Mein blauer Vogel fliegt
- 1975: Die unheilige Sophia
- 1980: Meines Vaters Straßenbahn (Fernseh-Zweiteiler)
- 1980: Blaue Pferde auf rotem Gras (Theateraufzeichnung)
- 1981: Furcht und Elend des Dritten Reiches
- 1982: Dein unbekannter Bruder
- 1982: Der Hase und der Igel
- 1982: Berühmte Ärzte der Charité: Das scheinbar Unmögliche
- 1983: Martin Luther
- 1983: Alfons Köhler (Fernsehfilm)
- 1983: Zauber um Zinnober (Fernsehfilm)
- 1983: Das Luftschiff
- 1984: Polizeiruf 110: Schwere Jahre (1. Teil) (TV-Reihe)
- 1984: Sachsens Glanz und Preußens Gloria
- 1984: Die Gänse von Bützow
- 1984: Die Grünstein-Variante
- 1985: Johann Sebastian Bach
- 1986: Das wirkliche Blau
- 1986: Ernst Thälmann (Fernsehfilm, 2 Teile)
- 1986: Die Weihnachtsklempner
- 1987: Wie die Alten sungen…
- 1987: Die erste Reihe (Fernsehfilm)
- 1988: Rapunzel oder Der Zauber der Tränen
- 1988: Melanios letzte Liebe
- 1989: Polizeiruf 110: Der Wahrheit verpflichtet (TV-Reihe)
- 1989: Ich, Thomas Müntzer, Sichel Gottes
- 1989: Späte Ankunft (Fernseh-Zweiteiler)
- 1989: Großer Frieden (Theateraufzeichnung)
- 1989: Immensee (TV)
- 1989: Eine Frau für drei (TV)
- 1992: Miraculi
- 1992: Die Spur des Bernsteinzimmers
- 1993: Der Kinoerzähler
- 1993: Novalis – Die blaue Blume
- 1994: Geheim – oder was?! (Fernsehserie)
- 1994: Um jeden Preis
- 1996: Tatort: Der Phoenix-Deal
- 1997: Lexx – The Dark Zone

## Theater
- 1958: Wera Küchenmeister/Claus Küchenmeister: Damals 18/19 – Regie: Lothar Bellag (Theater der Freundschaft)
- 1959: Alexej Arbusow: Der weite Weg (Ilja) – Regie: Erwin Arlt (Theater der Freundschaft)
- 1960: Hedda Zinner: Leistungskontrolle (Dieter) – Regie: Rudi Kurz (Theater der Freundschaft)
- 1961: Boris Gorbatow: Die Jugend der Väter (Wasja) – Regie: Erwin Arlt (Theater der Freundschaft)
- 1962: Pavel Kohout nach Jules Verne: Die Reise um die Erde in 80 Tagen – Regie: Horst Schönemann (Maxim-Gorki-Theater Berlin)
- 1964: Claus Hammel: Um neun an der Achterbahn (Liebhaber) – Regie: Horst Schönemann (Maxim-Gorki-Theater Berlin)
- 1965: Peter Hacks: Moritz Tassow (Mattukat) – Regie: Benno Besson (Volksbühne Berlin)
- 1966: Max Frisch: Andorra (Andri) – Regie: Fritz Bornemann (Volksbühne Berlin)
- 1966: Eugène Scribe: Ein Glas Wasser (Masham) – Regie: Horst Bonnet (Volksbühne Berlin)
- 1967: Peter Weiss: Marat (Marat) – Regie: Fritz Bornemann (Volksbühne Berlin)
- 1968: Friedrich Schiller: Don Carlos (Carlos) – Regie: Hannes Fischer (Volksbühne Berlin)
- 1968: Karl Mickel: Nausikaa (Odysseus) – Regie: Peter Kupke (Hans Otto Theater Potsdam)
- 1968: Friedrich Wolf: Die Matrosen von Cattaro (Stonawski) – Regie: Peter Kupke (Hans Otto Theater Potsdam)
- 1969: Heiner Müller nach Gerhard Winterlich: Horizonte – Regie: Benno Besson (Volksbühne Berlin)
- 1969: Alexander Ostrowski: Der Wald – Regie: Manfred Karge/Matthias Langhoff (Volksbühne Berlin)
- 1970: Friedrich Schiller: Die Räuber (Karl) – Regie: Manfred Karge/Matthias Langhoff (Volksbühne Berlin)
- 1972: William Shakespeare: Othello – Regie: Manfred Karge/Matthias Langhoff (Volksbühne Berlin)
- 1972: Peter Hacks: Die schöne Helena – Regie: Benno Besson (Volksbühne Berlin)
- 1972: Ulrich Plenzdorf: Die neuen Leiden des jungen W. – Regie: Christoph Schroth (Volksbühne Berlin – Theater im 3. Stock)
- 1973: Henrik Ibsen: Die Wildente – Regie: Manfred Karge/Matthias Langhoff (Volksbühne Berlin)
- 1974: Francisco Pereira da Silva: Speckhut (Totonio, Patron) – Regie: Manfred Karge/Matthias Langhoff (Volksbühne Berlin)
- 1974: Christoph Hein: Schlötel oder Was solls – Regie: Manfred Karge/Matthias Langhoff (Volksbühne Berlin)
- 1976: Heiner Müller: Die Bauern (Mittelbauer) – Regie: Fritz Marquardt (Volksbühne Berlin)
- 1978: Bertolt Brecht: Leben des Galilei (Inquisitor) – Regie: Manfred Wekwerth/Joachim Tenschert (Berliner Ensemble)
- 1980: Michail Schatrow: Blaue Pferde auf rotem Gras (Lenin) – Regie: Christoph Schroth (Berliner Ensemble)
- 1980: William Shakespeare: Der Widerspenstigen Zähmung (Baptista) – Regie: Christoph Brück/Wolf Bunge (Berliner Ensemble)
- 1981: Bertolt Brecht: Turandot oder der Kongress der Weißwäscher (Munka Du) – Regie: Manfred Wekwerth/Joachim Tenschert (Berliner Ensemble)
- 1984: Johann Wolfgang von Goethe: Urfaust (Mephisto) – Regie: Horst Sagert (Berliner Ensemble)
- 1984: Peter Weiss: Der neue Prozess (Herr Rabensteiner) – Regie: Axel Richter (Berliner Ensemble)
- 1985: Bertolt Brecht/Kurt Weill: Die Dreigroschenoper (Peachum) – Regie: Manfred Wekwerth/Jürgen Kern (Berliner Ensemble)
- 1986: William Shakespeare: Troilus und Cressida (Pandarus) – Regie: Manfred Wekwerth (Berliner Ensemble)
- 1988: Volker Braun: Lenins Tod (Trotzki) – Regie: Christoph Schroth (Berliner Ensemble)
- 1989: Heiner Müller: Germania Tod in Berlin (mehrere Rollen) – Regie: Fritz Marquardt (Berliner Ensemble)
- 1991: Bertolt Brecht: Der gute Mensch von Sezuan – Regie: Alejandro Quintana (Berliner Ensemble)
- 1993: William Shakespeare: Pericles – Regie: Peter Palitzsch (Berliner Ensemble)

## Hörspiele
- 1960: Rosel Willers: Gelegenheit macht Liebe – Regie: Werner Wieland (Hörspiel – Rundfunk der DDR)
- 1964: Alexander Kent: Grenzstation – Regie: Wolfgang Brunecker (Rundfunk der DDR)
- 1964: Martine Monod: Normandie-Njemen – Bearbeitung und Regie: Fritz Göhler (Kinderhörspiel – Rundfunk der DDR)
- 1967: Gerhard Stübe: John Reed. Dramatische Chronik in drei Teilen (Erzähler) – Regie: Fritz Göhler (Hörspiel – Rundfunk der DDR)
- 1967: Alfred Schrader: Eine alte Geschichte (Robert) – Regie: Herbert Molegg (Rundfunk der DDR)
- 1967: Klaus Beuchler: Alltag eines Arztes (Dr. Schmelz) – Regie: Uwe Haacke (Hörspiel – Rundfunk der DDR)
- 1970: Horst Liepach: Der Dichter und seine Fabeln (Rauné) – Regie: Christa Kowalski (Rätselörspiel (4 Teile) – Rundfunk der DDR)
- 1970: Wolfgang Kießling: Es gibt nur einen Weg (Wladimir Iljitsch Uljanow) – Regie: Maritta Hübner (Kinderhörspiel – Rundfunk der DDR)
- 1970: Dieter Müller: Die Richter des Friedrich Ludwig Jahn (Hoffmann) – Regie: Theodor Popp (Kinderhörspiel – Rundfunk der DDR)
- 1970: Horst Bastian: Deine Chance zu leben – Regie: Detlef Kurzweg (Hörspiel – Rundfunk der DDR)
- 1971: Hans-Jörg Dost: Passio Camilo – Regie: Barbara Plensat/Detlef Kurzweg (Rundfunk der DDR)
- 1971: Zofia Posmysz: Ave Maria (Janan) – Regie: Helmut Hellstorff (Hörspiel – Rundfunk der DDR)
- 1972: Jan Klima: Der Tod liebt die Poesie (Dr. Vaclav Dohnal) – Regie: Werner Grunow (Kriminalhörspiel – Rundfunk der DDR)
- 1973: Hans Siebe: In Sachen Rogge (Spohn) – Regie: Fritz-Ernst Fechner (Hörspielreihe: Tatbestand Nr. 2 – Rundfunk der DDR)
- 1976: Heinrich von Kleist: Prinz Friedrich von Homburg (Reuss) – Regie: Joachim Staritz (Rundfunk der DDR)
- 1980: Fritz Rudolf Fries: Der fliegende Mann – Regie: Horst Liepach (Biographie – Rundfunk der DDR)
- 1981: Christoph Hein: Jakob Borgs Geschichten (Falscher Prinz, Teil 1–2) – Regie: Flora Hoffmann (Kinderhörspiel (5 Teile) – Rundfunk der DDR)
- 1981: Günter Eich: Träume – Regie: Peter Groeger (Hörspiel – Rundfunk der DDR)
- 1981: Alexander Kuprin: Olessja (Alexander) – Regie: Norbert Speer (Kinderhörspiel – Rundfunk der DDR)
- 1981: Arne Leonhardt: Jazz am Grab – Regie: Werner Grunow (Hörspielpreis der Kritiker für Autor und Regie 1982 – Rundfunk der DDR)
- 1983: August Strindberg: Ein Traumspiel (Dichter) – Regie: Peter Groeger (Märchen für Erwachsene – Rundfunk der DDR)
- 1983: Wera und Claus Küchenmeister: Elend und Glanz des Wilhelm Knaupe, genannt Bello – Regie: Achim Scholz (Hörspiel – Rundfunk der DDR)
- 1985: Wilhelm Jacoby/Carl Laufs: Pension Schöller (Ernst Kißling) – Regie: Norbert Speer (Hörspiel – Rundfunk der DDR)
- 1985: Brüder Grimm: Hans im Glück (Reiter) – Regie: Norbert Speer (Kinderhörspiel – Litera)
- 1985: Volksbuch: Till Eulenspiegels mehrsteils wohlige Nacht in der Herberg zu Kneiteln (Soldat) – Regie: Andreas Scheinert, Jürgen Schmidt (Hörspiel – Litera)
- 1986: Călin Gruia: Das Märchen vom König Florin – Bearbeitung (Wort): Bodo Schulenburg; Regie: Norbert Speer (Hörspielbearbeitung, Kinderhörspiel – Rundfunk der DDR)
- 1986: Franz Fühmann: Ein Sommernachtstraum – Regie: Norbert Speer (Kinderhörspiel – Rundfunk der DDR)
- 1986: Armenisches Volksmärchen: Anahit (Erzähler) – Regie: Uwe Haacke (Kinderhörspiel – Rundfunk der DDR)
- 1986: Aleksandar Obrenović: Der süße Duft der Erneuerung (Erzähler) – Regie: Aleksandar Obrenović (Hörspiel – Rundfunk der DDR)
- 1987: Bodo Schulenburg: Das Kälbchen und die Schwalbe (Lienhart) – Regie: Manfred Täubert (Kinderhörspiel – Rundfunk der DDR)
- 1987: Maraike Böhm: Holzkrawatte – Regie: Karlheinz Liefers (Kinderhörspiel – Rundfunk der DDR)
- 1987: Fred Rodrian: Weihnachtsgeschichten (Erzähler) – Regie: Karin Lorenz (Kinderhörspiel – Litera)
- 1989: Alexej Tolstoi: Gevatter Naúm (Ratsherr) – Regie: Rainer Schwarz (Kinderhörspiel – Litera)
- 1990: Lew Lunz: Die Stadt der Gerechtigkeit (Kommissar) – Regie: Peter Groeger (Rundfunk der DDR)
- 1991: Holger Teschke: Der Schatzhüter im Burgwall – Regie: Gerda Zschiedrich (Kinderhörspiel – Funkhaus Berlin)